# 塞特福日
塞特福日（法語：Sept-Forges，法語發音：[sɛt.fɔʁʒ]）是法国奥恩省的一个旧市镇，位于该省西南部，属于阿朗松区。该市镇总面积8.55平方公里，2009年时的人口为295人。
塞特福日已于2016年1月1日起和相邻的另外6个市镇合并成为"瑞维尼-瓦勒当代讷"（Juvigny Val d'Andaine）。

## 人口
塞特福日人口变化图示